# Некропола са стећцима Гвозно
Некропола Гвозно, општина Kалиновик, је споменик културе који се на листи 30 средњовековних некропола стећака које су 2016. године проглашене Светском баштином УНЕСЦО-а. На листи су 22 некрополе у Босни и Херцеговини, по 3 у Србији и Црној Гори, а 2 у Хрватској .

## Локација
Гвозно је мало крашко поље на Трескавици, удаљено од Kалиновика око 11 км према северозападу. Некропола је смештена у јужном делу поља, у подножју брда Градац, .

## Опис
Некропола заузима површину од 46 x 23 м. Састоји се од укупно 87 стећака, од чега 4 сљемењака, 54 сандука, 27 плоча и 2 споменика у облику крста. Евидентирано је 14 украшених стећака .
Стећак бр. 3 (167 x 60x 10 цм) је плоча, утонула, богато украшена. На горњој плохи је приказан штит правоугаоног облика. Испод штита се виде делови дугог и правог мача, његова дршка са горње и врх са доње стране штита. На штиту је приказана нека фантастична животиња са разгранатим репом, која овге има хералдички карактер. Приказана је и фигура мушкарца приближно исте висине као штит, са једном руком на боку и другом на мачу и штиту. Ноге су благо повијене, као у покрету. На себи има кратку хаљину или кошуљу која се према дну шири. Испод овога приказа, пластично је изведен крст-розета. Састоји се од четири састављена кружна венца у чијим се пољима налазе још по два концентрична венца.
Стећак бр. 10 (105 x 54 x 33 цм) је мали сандук са постољем. Припада дечијем гробу. На горњој плохи, техником урезивања, приказан је правоугаони штит са мачем испод њега. На штиту су три кружна венца. У доњој половини плохе, испод врха мача, урезан је полумесец, а испод њега лево и десно по један крст – свастика. До полумесеца на левој страни су три полукружна венца, слично као на штиту. На другој страни су линија и круг са шиљастим завршетком. На северној бочној страни приказане су две људске фигуре у покрету, један кружни венац и водоравно постављени предмет. На јужној бочној страни урезани су коњ са коњаником и три фигуре које се држе рукама, као у колу. На западној чеоној страни је урезан крст чији се попречни кракови и горњи усправни крак завршавају круговима. Десно од крста је кружни венац. Супротна деона страна је украшена мотивом у виду усправне стабљике која се при врху рачва и од чије средине према горе иду две спиралне линије .
Стећак бр. 42 (163 x 67 x 54 цм) је високи сандук, украшен на горњој и двема усправним странама. На горњој плохи је пластично приказана савијена рука која држи мач. На северној бочној страни пластично је приказана сцена из лова. Распознаје се коњ са коњаником у покрету, испред тога две животиње које подсећају на дивокозе, а затим фигура мушкарца са мачем окренутим према ближој животињи. Испод ове сцене приказане су још три животиње, од којих је средња окренута у супротном смеру од осталих. На северозападној чеоној страни пластично је приказано мушко коло. Три мушкарца на главама носе капе са шиљастим додацима. Ноге су савијене у кољенима, па изгледа да је коло у покрету. Kоловођа је високо уздигао слободну руку. Сцена је врло динамична .
И сви остали украшени стећци су са истим или сличним мотивима.
Стећци бр. 86 и 87 су правилно и лепо клесани споменици, висине 180 и 200 цм., у облику крста, без украса. Kрстови су поломљени, преваљени и утонули у земљу.
Између гробова са стећцима су видљиви понегде и гробови који су само оивичени камењем на површини . Један такав гроб је претражен и нађен је људски скелет на 100 цм дубине.
Знатан број стећака оштећен је услед дуготрајног деловања атмосферилија. Стећци су веома угрожени присуством биљних организама, лишаја и маховине. Велики је број утонулих стећака па не постоје коначни подаци о заступљености и разноврсности декоративних мотива.